# بمبارد

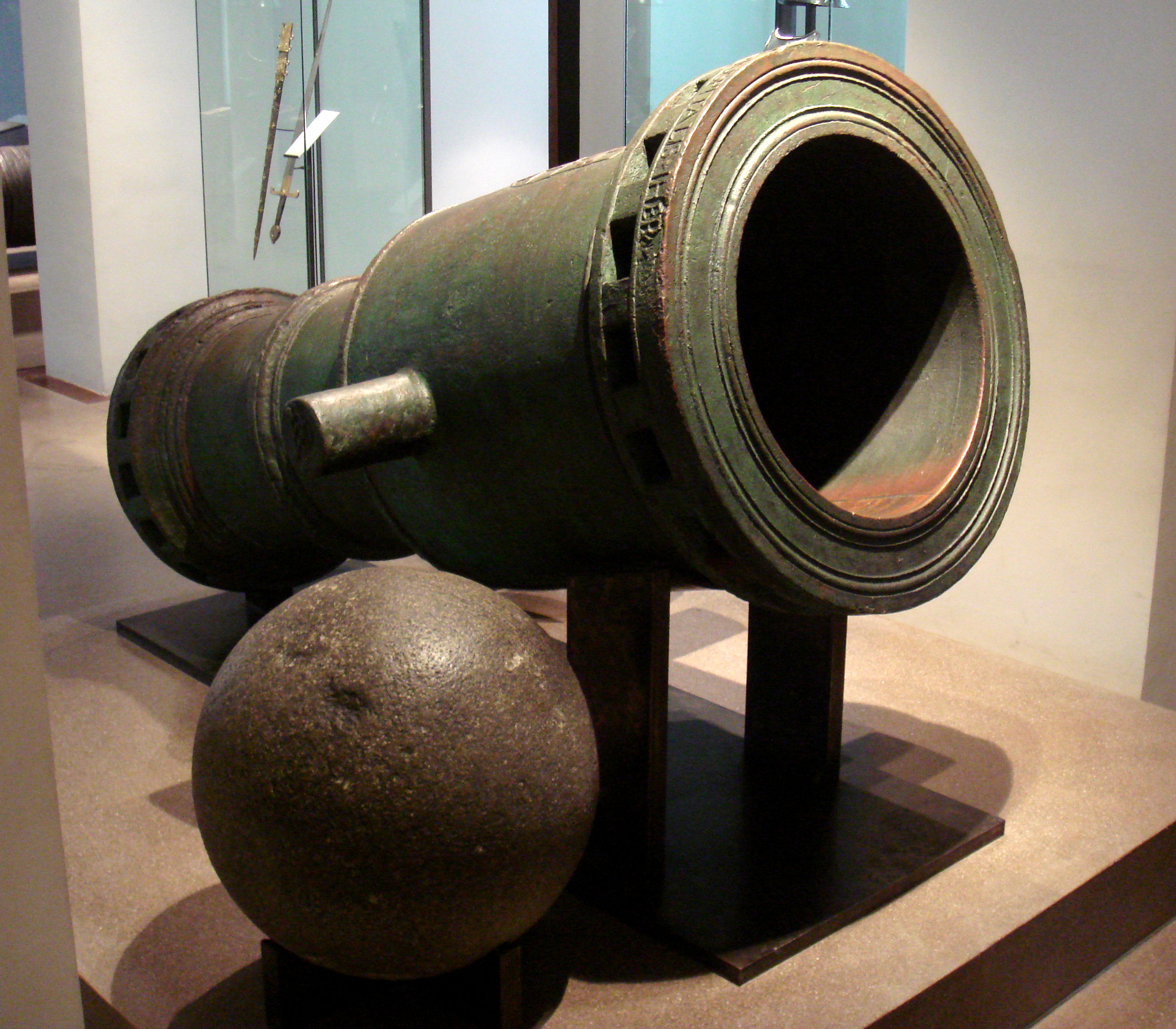
گونه‌آی بمبارد و گلوله گرانیتی شوالیه‌های سنت جان اورشلیم

بمبارد (انگلیسی: Bombard) نوعی توپ یا خمپاره‌انداز است که در اواخر قرون وسطی و اوایل دوره مدرن مورد استفاده قرار می‌گرفت.
بمباردها عمدتاً قطعات توپخانه‌ای کالیبر بزرگ و از نوع سلاح سرپر بودند که در طول محاصره نظامی برای شلیک پرتابه‌های سنگی گرد به دیوارهای استحکامات دشمن استفاده می‌شدند و به سربازان امکان شکستن آنها را می‌دادند. اکثر بمباردها از آهن ساخته شده بودند و از باروت برای پرتاب پرتابه‌ها استفاده می‌کردند. نمونه‌های زیادی از بمباردها وجود دارد، از جمله مونس مگ، بازیلیک، توپ داردانل و بمبارد دستی.
نام این سلاح در درجه نظامی بمباردیر توپخانه سلطنتی و کلمه "بمباردمان" مورد استفاده قرار می‌گیرد.